# 아누라다푸라 왕국
아누라다푸라 왕국(싱할라어: අනුරාධපුර රාජධානිය)은 기원전 437년부터 서기 1017년까지 스리랑카의 아누라다푸라를 중심으로 존속한 싱할라 왕국이다. 기원전 437년 판두카바야 왕에 의해 설립된 왕국의 권위는 전국으로 확장되었지만 때때로 왕국의 말기에 확장된 여러 독립 지역이 나타났다. 그럼에도 불구하고 아누라다푸라 국왕은 아누라다푸라 시대 동안 스리랑카섬 전체의 최고통치자로 여겨졌다.
불교는 아누라다푸라 시대에 중요한 역할을 하여 그 문화, 법률 및 통치 방법에 영향을 미쳤다. 데바남피야 티샤 왕의 치세에 불교가 도입되어 사회와 문화에 혁명이 일어났다. 이 문화적 변화는 스리랑카에 부처의 치아사리 유물이 도착하고 그녀의 통치자들이 후원함으로써 더욱 강화되었다.
아누라다푸라 시대에 스리랑카는 남인도의 침략을 여러 차례 받았다. 두타가마니, 발라감바, 다투세나와 같은 통치자들은 남인도 침략자들을 물리치고 나라를 통일한 것으로 유명하다. 세나 2세와 같은 다른 통치자들은 남인도 본토에 군대를 파견하고 862년 마두라이 약탈과 같은 여러 승리를 거둔 것으로 유명하다.
왕국은 주로 농업에 기반을 두고 있었기 때문에 관개 시설 건설은 아누라다푸라 왕국의 주요 업적으로 건조 지역에 물 공급을 보장하고 국가가 대부분 자급자족할 수 있도록 도왔다. 여러 왕, 특히 바사바와 마하세나는 큰 저수지와 운하를 건설하여 아누라다푸라 시대 동안 라자라타 지역에 광대하고 복잡한 관개망을 만들었다. 이러한 구조는 그것을 만드는 데 사용된 고급 기술 및 공학 기술을 나타낸다. 시기리야의 유명한 그림과 구조물 ; 루완웰리사야, 제타바나 스투파 및 기타 대형 스투파; 로바마하파야와 같은 대형 건물; 많은 불상과 같은 종교 작품은 조각에서 아누라다푸라 시대의 발전을 보여주는 랜드마크이다.

## 아누라다푸라시
연대기 마하밤사에 따르면 기원전 543년에 비자야(기원전 543-505년) 왕자가 고향인 인도에서 추방당한 후 스리랑카에 도착했다. 그는 결국 섬을 자신의 통제하에 두었고 자신을 왕으로 세웠다. 그 후 그의 후계자는 전국에 마을과 식민지를 세웠다. 이들 중 하나는 비자야 왕의 장관인 아누라다에 의해 콜론이라는 시내 둑에 세워졌으며 자신과 아누라다 나크샤트라의 이름을 따서 아누라다가마로 명명되었다.
기원전 377년 판두바수데바 왕(기원전 437~367년)의 손자인 판두카바야 왕이 이곳을 수도로 삼고 도시를 발전시켰다. 아누라다푸라(아누라푸라)는 마을을 처음 세운 장관의 이름을 따서 명명되었으며, 또한 아누라라는 상서로운 별자리에 도시가 설립된 데서 유래되었다. 아누라다푸라는 시기리야를 수도로 선택한 카샤파 1세(473~491)를 제외한 모든 아누라다푸라 군주의 수도였다. 이 도시는 프톨레마이오스의 세계 지도에도 표시되어 있다.

## 역사
마하밤사에 따르면 아누라다푸라 왕국의 시조이자 첫 번째 통치자인 판두카바야 왕은 국가의 마을 경계를 고정하고 마을 우두머리를 임명하여 행정 체제를 구축했다. 그는 가난한 사람들을 위한 암자, 집, 묘지, 관개 저수조를 건설했다. 그는 섬의 대부분을 아누라다푸라 왕국의 통제하에 두었다. 그러나 두투가무누(기원전 161–137)의 치세가 되어서야 스리랑카 전역이 아누라다푸라 왕국 아래에 통일되었다. 그는 비지타푸라 전투에서 남인도에서 온 침략자 엘랄란을 물리치고 왕좌에 오르기 전에 전국 각지에서 32명의 통치자를 물리쳤다. 연대기 마하밤사는 그의 치세를 많은 찬사로 묘사하고 그의 치세에 대해 37장 중 11장을 할애하며, 그를 전사왕이자 독실한 불자로 묘사한다. 나라를 통일한 후 그는 확고하고 안전한 기반 위에 불교를 확립하는 데 도움을 주었고 루완웰리사야와 로바마하파야를 비롯한 여러 승원과 성전을 세웠다.
또 다른 주목할만한 아누라다푸라 국왕은 밧타가마니 아바야라고도 알려진 발라감바(기원전 103년, 기원전 89년 ~ 기원전 77년)로, 그는 남인도에서 온 다섯 침략자들에 의해 전복되었지만 그는 침략자들을 하나씩 물리쳐 왕좌를 되찾았고 그의 통치하에 다시 나라를 통일했다. 바사바, 마하세나(274년 ~ 301년) 및 다투세나 시대에는 대형 관개 저수조 및 운하 건설이 우선시되었다. 바사바는 저수조 11개와 운하 12개를 건설했고,  마하세나는 저수조 16개와 대운하를 건설하였으며, 다투세나는 저수조 18개를 건설했다. 대부분의 다른 아누라다푸라 국왕들도 라자라타 전역에 관개 저수조들을 건설했으며, 아누라다푸라 왕국 말기에는 라자라타 전역에서 농업을 지원하기 위해 크고 복잡한 관개망을 사용할 수 있었다. 사다 티사(기원전 137-119), 마하쿨리 마하티사(기원전 77년 ~ 기원전 63년), 바사바(67년 ~ 111년), 가자바후 1세(114년 ~ 136년), 다투세나(455년 ~ 473년), 아가보디 1세(571년 ~ 604년), 아가보디 2세(604년 ~ 614년)는 두타가마니와 발라감바 이후 스리랑카 전역을 지배한 통치자 중 하나였다. 쿠타칸나 티사(기원전 44년 ~ 기원전 22년)부터 아만다가마니(기원전 29년 ~ 기원전 19년)까지의 왕들도 스리랑카 전역을 아누라다푸라 왕국의 통치 아래에 두었다. 그 외의 왕들은 스리랑카 전역에 대한 통치권을 유지할 수 없었고 종종 제한된 기간 동안 루후나와 말라야라타(산악지대)에 왕국으로부터 독립된 지역이 존재하기도 하였다. 아누라다푸라 왕국 말년에 반란이 일어났고 왕권은 점차 쇠퇴했다. 마지막 아누라다푸라 국왕인 마힌다 5세(982년 ~ 1017년) 때까지 국왕의 왕권이 쇠퇴해 세금 징수조차 제대로 할 수 없었다.

### 불교의 전파

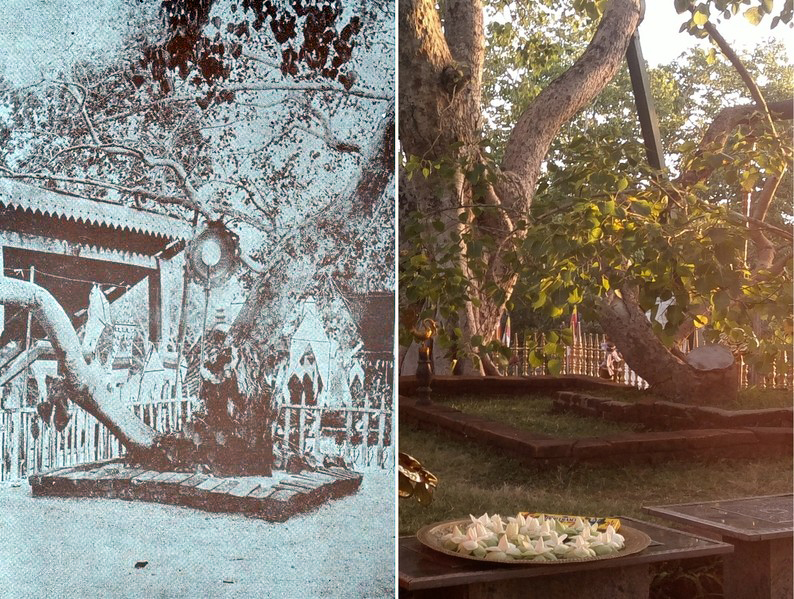
오늘날 자야 스리 마하 보디는 데바남피야 티사에 의해 왕국에게 제공된 것이다.

아누라다푸라 시대 동안 가장 주목할만한 사건 중 하나는 불교가 국가에 도입된 것이다. 데바남피야 티사(기원전 250–210)와 아라한 마힌다를 포함한 5명의 승려와 수련자를 파견한 인도의 아소카 사이에 강력한 동맹이 존재했다. 그들은 포손 포야 날에 데바남피야 티사를 만났다. 이 만남 후 데바남피야 티사 왕은 불교를 받아들였고 나라에 승단이 세워졌다. 왕은 아라한 마힌다의 인도를 받아 국가에 불교를 확고히 세우기 위한 조치를 취했다.
얼마 지나지 않아 비구니 상가밋타가 인도에서 비구니 사사나(비구니 승가)를 세우기 위해 도착했다. 그녀는 부처가 깨달음을 얻은 나무인 보리수의 묘목을 가지고 왔다. 왕은 대표단을 아누라다푸라로 다시 호송하기 위해 그의 사촌인 아리타 왕자를 담바콜라파투나로 보냈다. 보내진 묘목은 아누라다푸라의 마하메브나 정원에 심어졌고, 새로 심은 자야 스리 마하 보디를 그의 왕국에 수여했다. 아리타 왕자는 다른 사람들과 함께 마힌다에 의해 성임되어 스리랑카 승려의 질서를 확립했다. 마찬가지로 왕실의 일원인 아눌라도 400명의 다른 여성들과 함께 안수를 받으며 비구니 승단의 기원이 되었다. 그 후 불교는 스리랑카의 주요 종교로 자리매김하였다.

### 신성한 치아사리의 도착
키티시리메반(301–328)의 치세 동안 칼링가의 번왕인 수닷타와 헤마말라는 부처의 치아사리를 스리랑카로 가져왔다. 키티시리메반은 그 치아사리를 행렬로 운반하고 다타다투가라라는 저택에 치아사리를 보관하였다. 그는 이 행렬이 매년 열리도록 명령했으며 이 행렬은 여전히 국내에서 진행되고 있다. 부처의 치아사리는 곧 나라에서 가장 신성한 물건 중 하나이자 왕권의 상징이 되었다. 치아 유물을 소유한 사람이 국가의 정당한 통치자로 인정되었다. 따라서 종종 왕궁 자체에 치아사리가 안치되기도 하였다.

### 침략
남인도에서 아누라다푸라 왕국에 대한 여러 침략이 이루어졌다. 이 나라의 역사에 기록된 첫 번째 침략은 수라티사(기원전 247~237년)의 치세에 있었는데, 그곳에서 그는 세나와 구스티카라는 이름의 남인도에서 온 두 명의 말 상인에 의해 폐위되었다.  22년 동안 나라를 통치한 후, 그들은 아셀라(기원전 215-205년)에게 패했고, 아셀라는 엘랄란(기원전 205-161년)이라는 촐라 왕자가 이끄는 또 다른 침략군에 의해 폐위되었다. 엘랄라는 두투가무누에게 패배하기 전에 44년 동안 통치했다. 그러나 마하밤사는 본토에서 온 이 왕들이 국가를 공정하고 합법적으로 통치했다고 기록하고 있다.

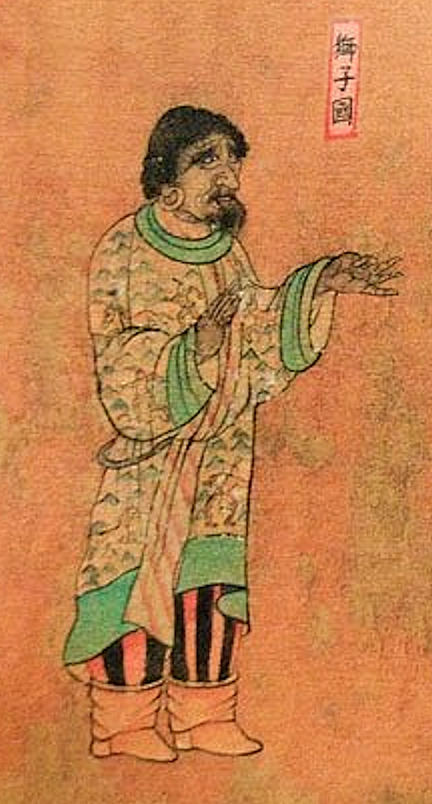
650년경 중국 양나라 주재 스리랑카(석자국) 대사 왕회도(王会图)

아누라다푸라 왕국은 5명의 드라비다인 지도자인 풀라하타, 바히야, 판야 마라, 필라야 마라 및 다티카에 의해 기원전 103부터 기원전 89년까지 다시 침략당했다. 433년에 또 다른 침략이 일어났고, 왕국은 남인도에서 온 6명의 통치자의 지배를 받게 되었다. 이들은 판두, 파린다, 쿠다 파린다, 티리타라, 다티야 및 피티야로, 이들은 459년에 권력을 되찾은 다투세나에게 패배했다. 세나 1세(833–853)와 우다야 3세(935–938)의 치세 동안 남인도로부터 더 많은 침략과 습격이 발생했다. 아누라다푸라 왕국을 끝내고 촐라의 지배하에 두게 되는 마지막 침략은 마힌다 5세의 치세에 일어났다.
그러나 이 침략자들 중 어느 누구도 왕국의 남쪽인 루후나까지 통치를 확장할 수 없었고, 스리랑카의 통치자들과 그 후계자들은 항상 이 지역에서 군대를 조직하고 왕좌를 되찾았다. 스리랑카의 역사를 통틀어 루후나는 저항 운동의 거점 역할을 했다.

### 아누라다푸라의 몰락
마힌다 5세(981-1017)는 자신의 인도 용병군이 반란을 일으키자 남동부 루후나 지방으로 도망쳤다. 마하밤사는 마힌다 5세의 통치가 취약해 이때까지 국가는 빈곤에 시달렸다고 설명했으며, 급료가 부족하여 그의 군대가 그를 대적했다고 언급한다. 이 내분을 틈타 촐라 황제 라자라자 1세가 서기 993년에 아누라다푸라를 침공하여 북부 지역을 정복하고 자신의 이름을 따서 "뭄무디 솔라 만달람"이라는 지방으로 그의 제국에 편입시켰다. 라자라자 1세의 아들인 라젠드라 1세는 1017년 대규모 침공을 감행했다. 쿨라밤사는 아누라다푸라의 수도가 "촐라군에 의해 모든 면에서 완전히 파괴되었다."고 전한다. 수도는 "야나타망갈람"으로 개명된 폴론나루와에 있었다.
라자라타에서 촐라 권력의 부분적 통합은 약탈의 초기 시즌을 계승했다. 촐라 주둔지를 보다 영구적인 군사 거주지로 전환하려는 의도로 시바파 사원이 폴론나루와와 마하팃타의 시장에 건설되었으며, 특히 촐라의 상인과 장인에 대한 과세도 제정되었다. 1014년에 라자라자 1세가 죽고 그의 아들 라젠드라 1세가 제위를 계승했는데, 아마도 그의 가계에서 가장 공격적인 황제였을 것이다. 촐라의 원정은 라자라타에서 루후나까지 남쪽으로 내려갔다. 원정 5년 차에 라젠드라는 섬을 완전히 정복했다고 주장했으며, 루후나의 남동쪽 지방을 포함한 아누라다푸라 왕국 전역이 촐라 제국에 편입되었다. 싱할라 연대기 마하밤사에 따르면, 아누라다푸라의 정복은 싱할라 군주 마힌다 5세 통치 36년, 즉 약 1017~18년에 완료되었다. 장기간의 촐라 점령을 유혹할 만큼의 크고 번영하는 정착지가 부족한 섬의 남부는 촐라에게 완전히 통합되지 않았다. 따라서, 라젠드라 치하에서, 실론에서의 촐라의 약탈적인 확장은 수익이 감소하는 지점에 도달하기 시작했다. 쿨라밤사와 카란다이 판에 따르면, 라젠드라 촐라는 대군을 이끌고 아누라다푸라로 들어가 마힌다의 왕관, 막대한 재산을 확보하고 왕, 왕비, 딸 등을 사로잡아 인도로 압송하였으며, 마힌다는 결국 1029년에 망명 중 사망했다.
촐라의 정복은 수도 아누라다푸라가 촐라에 의해 파괴되었다는 영구적인 결과를 가져왔다. 싱할라 왕국의 군사 전초기지인 폴론나루와는 라자라자 1세의 칭호를 따서 자나나타만갈람으로 이름이 바뀌었고 촐라의 새로운 행정 중심지가 되었는데, 이는 촐라가 북쪽에 있는 라자라타의 대군주만을 목표로 삼던 초기 타밀 침략자들과 달리 섬 전체를 장악하려고 했기 때문이다. 아누라다푸라에는 촐라 통치의 흔적이 거의 없다. 싱할라의 주권이 비자야바후 1세 치하에서 회복되었을 때, 그는 아누라다푸라에서 왕관을 썼지만 수도는 폴로나루와가 더 중심적이었으며 격동의 로하나 지방을 훨씬 더 쉽게 통제할 수 있도록 했다.

## 행정

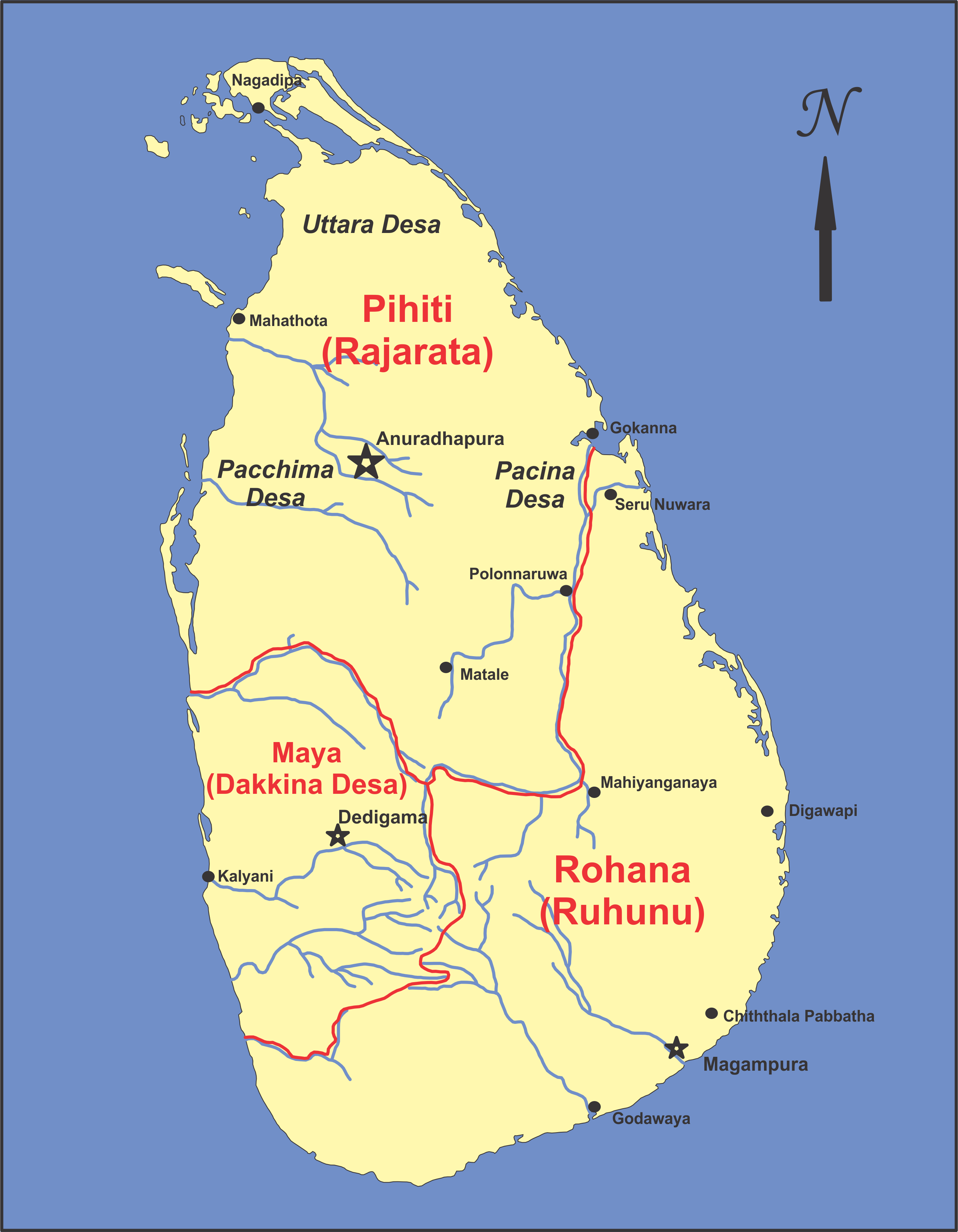
아누라다푸라 왕국의 행정 구역도.

### 군주
아누라다푸라 왕권과 관련된 봉헌 의식과 의식은 인도의 아소카의 영향 아래 데바남피야 티사의 통치 기간 동안 시작되었다. 두타가마니에 의해 처음으로 나라 전체가 단일 군주의 통치하에 놓이게 되었다. 이 이전에는 아누라다푸라 왕국과는 독립된 여러 개의 제후국들이 존재고 있었다. 왕위 계승은 부계였으며, 그렇지 않은 경우에는 이전 왕의 형제에게 상속되었다. 아누라다푸라 왕은 섬 전체에 걸쳐 절대적인 지배권을 가지고 있지 않은 시기에도 최고 통치자로 인식되었다.
4개의 왕조가 왕국의 설립부터 끝까지 왕국을 통치해왔다. 비자야부터 수바라자까지의 통치자(60–67)들은 일반적으로 비자야 왕조로 여겨진다. 판두카바야는 이 왕조에 속한 아누라다푸라 왕국의 첫 번째 통치자였다. 비자야 왕조는 람바카라나 가문의 바사바가 서기 66년에 권력을 잡을 때까지 존재했다. 그의 왕위 계승으로 이 나라를 3세기 이상 통치한 람바칸나 제1왕조가 시작되었다. 새로운 왕조는 455년에 다투세나와 함께 시작되었다. 비록 일부 역사가들이 신성한 보리수를 스리랑카로 묘목하는 것과 함께 했던 샤카족 왕자들의 것으로 추적하지만, 마우리아 왕조라고 명명된 이 왕조의 기원은 확실하지 않다. 아누라다푸라 왕국의 마지막 왕조인 람바칸나 제2왕조는 684년에 마나반나(684–718)가 왕위를 장악한 것에서 시작하여 아누라다푸라의 마지막 통치자 마힌다 5세까지 계속되었다.

### 관료
왕실 관료들은 궁정 관료, 중앙 관료, 그리고 지방 관료로 나뉘었다. 가장 중요한 직책들 중 하나는 왕의 조언자인 푸로히타였다. 왕은 또한 아마티 파헤자라고 불리는 대신들의 위원회를 가졌다. 중앙 행정에서, 세나파티(육군 총사령관)는 왕 다음에 해당하는 두 번째 직책으로서 귀족의 일원이 맡았다. 이 직책뿐만 아니라 나라의 지방과 주요 항구와 지방의 행정 직책인 유바라자(부왕)의 직책들도 왕의 친척들이 종종 맡았다.
왕국은 종종 여러 행정 구역으로 나뉘었고 따로따로 통치되었다. 루후누라타(그 나라의 남쪽 부분)와 말라야라타(산골 국가)는 아파와 마파라고 불리는 관료들에 의해 통치되었던 반면, 수도 주변의 지역인 라자라타는 왕의 직접적인 행정 아래 있었다. 이 행정 단위들은 또한 라타라고 불리는 더 작은 단위들로 나뉘어졌다. 라티야 또는 라티카라고 불리는 관리들이 이것들을 담당했다. 가장 작은 행정 단위는 가미카 또는 감라다라고 알려진 마을의 우두머리 아래 있는 가마(마을)였다.

### 승가
나라에 불교가 도입된 이후로 통치자와 승가 사이에는 긴밀한 관계가 존재했다. 이 관계는 두타가마니의 통치 기간 동안 더욱 강화되었다. 승려들은 종종 왕에게 결정에 대해 조언하고 심지어 지도했다. 이 관계는 처음에는 마하비하라 종파와 관련되었지만, 기원전 1세기 중반까지 압하야기리 종파도 나라의 통치와 밀접한 관련을 갖기 시작했다. AD 3세기 말까지 제타바나 종파도 통치자와 가까워졌다. 란자티사의 치세 동안에 일어난 것처럼 통치자와 사제품 사이의 소원함은 종종 정부를 약화시켰다. 심지어 발라감바의 저항 운동도 마하비하라 종파와의 불화 때문에 초기에 방해를 받았고, 그는 화해가 이루어진 후에야 성공했다. 일부 통치자들은 오직 한 종파만을 후원했지만, 이것은 종종 나라의 불안으로 이어졌고 대부분의 통치자들은 모든 종파를 동등하게 지지했다. 그럼에도 불구하고, 다토파티사 1세(639–650)와 카샤파 2세(650–659)의 치세와 같이, 종교 시설들은 종종 통치자들 자신에 의해 내부 분쟁의 시기에 약탈되었다.

### 법률
불교에 기반을 둔 관습, 전통, 도덕 원칙이 법의 근거로 사용되었다. 특정 법률이 개발되고 채택되었다. 5세기 해설서인 사만타파사디카는 생선 절도에 관한 복잡한 규정들을 자세히 설명하고 있다. 사법 책임자는 비니차야마카로 알려졌고 그의 아래에는 비니차야카로 알려진 여러 명의 사법 책임자가 있었다. 그들과는 별도로 촌장과 지사에게도 판결을 내릴 수 있는 권한이 주어졌다. 왕은 법적 분쟁에서 최종적인 재판관이었고 왕실 구성원과 국가의 고관에 대한 모든 사건은 왕이 판단했다. 다만 왕은 조심스럽게 그리고 조언자들과 상의한 후에 이 권한을 행사해야 했다. 우다야 1세는 사법 결정의 통일성을 유지하기 위해 왕실 도서관에서 중요한 선례로 간주되는 판결들을 기록했다.
처음에, 마을 단위의 사법 행정은 보통 그 마을의 원로들로 구성된 마을 집회의 책임이었다. 그러나 아누라다푸라 왕국 말기에 다사감이라고 알려진 10개의 마을로 이루어진 집단이 그 지역의 사법을 유지할 책임이 있었다. 그 왕에 의해 그 법들과 그 법적 조치들이 공포되었다. 이 선언들을 기록한 몇몇 바위 비문들이 고고학적 발굴에서 발견되었다. 처벌은 통치자마다 달랐다. 상가보디(247–249)와 보하리카 티사(209–231)와 같은 일부 왕들은 이 방면에서 관대했던 반면, 일라나가(33–43)와 제타 티사 1세(263–273)와 같은 통치자들은 더 가혹했다. 그러나 반역, 살인, 소 도살과 같은 범죄들은 일반적으로 사형에 처해졌다.

### 군사
초기에, 아누라다푸라 왕국은 적은 수의 군인들을 제외하고는 강력한 정규군을 가지고 있지 않았다. 이들은 수도와 왕궁을 지키는 데 할당되었다. 왕은 왕국의 모든 신민에게 군복무를 위해 신체가 튼튼한 아들을 요구할 권리가 있었다. 전쟁이 나면, 더 큰 군대가 이 방법을 사용하여 만들어졌다. 왕국의 군대는 코끼리 부대, 기병, 전차, 보병 네 개의 주요 사단으로 구성되어 있었으며, 이 조합은 차투랑가니 세나(네 개의 군대)라고 불렸다. 그러나, 군대의 대부분은 검사, 창병, 궁수로 구성된 보병이었다.
왕국의 군대는 몇몇 장군들에 의해 지휘되었으며, 군대의 총사령관은 보통 귀족들의 일원이 맡았다. 왕과 그의 장군들은 코끼리를 타고 전투를 하는 동안 군대를 전방에서 이끌었다. 왕국의 주요 도시들은 방어벽과 해자로 방어되었다. 종종 몇 달 동안 지속되는 포위는 전쟁 중에 흔히 발생했다. 코끼리를 타고 하는 상대 왕이나 지휘관들 간의 한 번의 전투가 종종 전투의 결과를 결정했다.
남인도 용병들은 아누라다푸라 왕국의 후기에 자주 고용되었다. 마나반나와 목갈라나 1세(491–508)는 왕위 계승 분쟁 중에 팔라바 왕조의 도움을 받았다. 그러나 아누라다푸라 왕국은 세나 2세가 판디아 왕에 대항하여 남인도로 군대를 보낸 것과 같은 일부 기간 동안 강력한 군대를 가졌던 것으로 보인다. 가자바후 1세는 또한 12,000명의 포로를 구출하기 위해 남인도 침략을 시작했고 12,000명의 포로와 석방된 포로를 데려왔다. 그러나 놀랍게도 아누라다푸라 시대 동안 해군은 중요하게 여겨지지 않았고 해군은 거의 유지되지 않았다. 이것은 섬나라의 첫 번째 방어선이었고 또한 남인도로부터의 침략에 대처하는 데 도움이 되었을 것이다.

## 경제
아누라다푸라 왕국의 경제는 주로 농업을 기반으로 했다. 주요 농산물은 쌀이었고, 복잡한 관개망이 뒷받침했다. 말바투오야, 데두루오야, 마하웰리강가를 중심으로 쌀 재배가 시작되어 전국으로 퍼져나갔다. 장마철에는 옮겨심기도 하였다. 쌀은 얄라와 마하라는 이름의 주요 두 계절에 생산되었다. 쌀의 대량 생산으로 인해 이 나라는 대부분 자급자족할 수 있었다. 천의 수요를 충족시키기 위해 목화를 광범위하게 재배했다. 사탕수수와 참깨도 재배되었으며 고전 문헌에서 이 농산물을 자주 언급한다. 손가락조는 특히 이 나라의 건조 지대에서 쌀의 대체재로 재배되었다. 이 제품들의 잉여는 주로 쌀로 수출되었다.

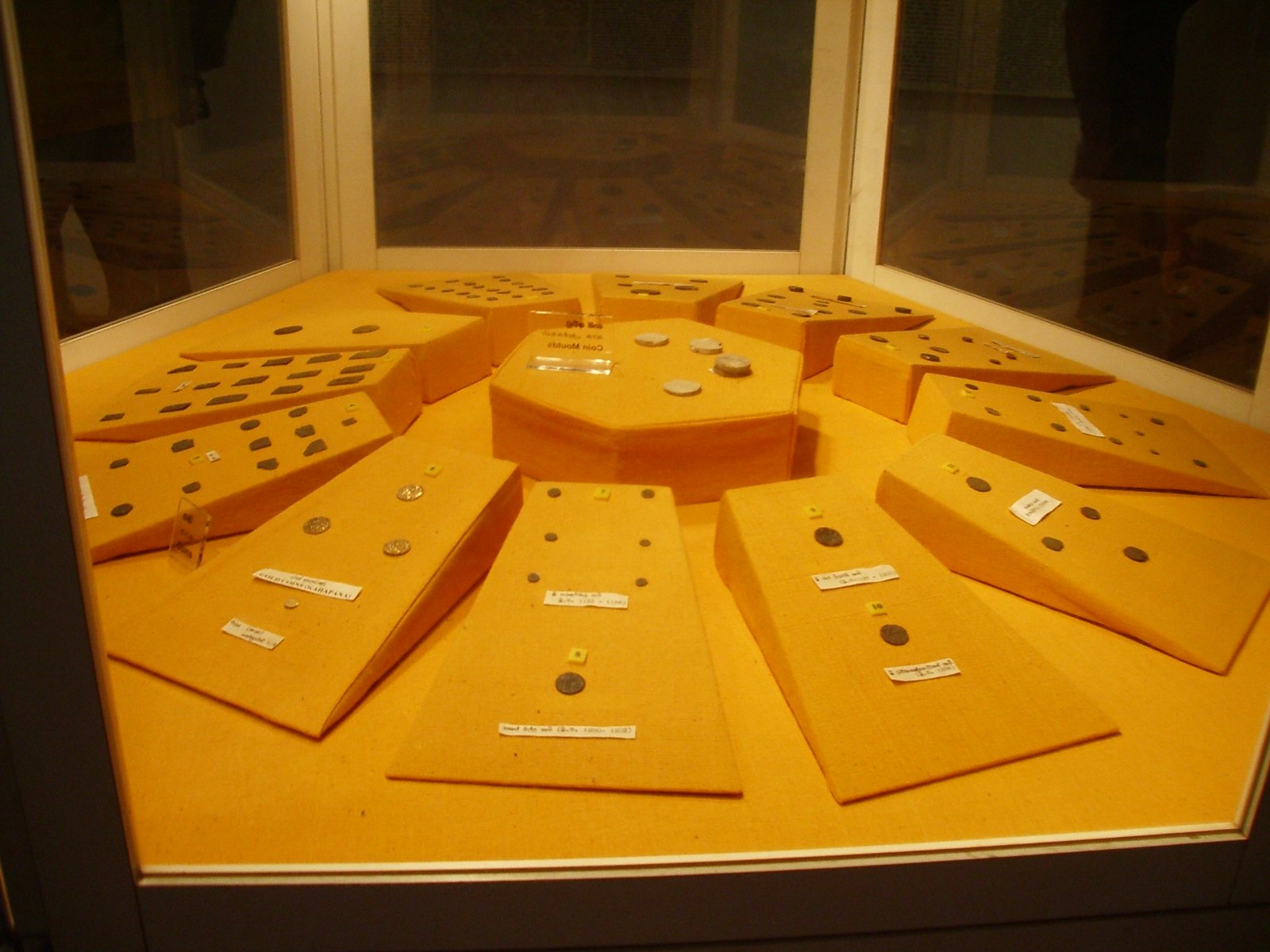
아누라다푸라 박물관에 전시된 아누라다푸라 시대의 고대 동전들.

아누라다푸라 시대의 주요 수출품은 보석, 향신료, 진주, 코끼리 등이며 도자기, 비단, 향수, 와인 등은 다른 나라에서 수입되었다. 아누라다푸라는 도시 자체가 전 세계에서 온 많은 외국 상인들의 거주지로서 중요한 상업 중심지가 되었다. 아주 초기부터 야바나들로 알려진 그리스인 정착촌이 있었다. 페라데니야 대학교의 고전학과 교수였던 멀린 페리스 교수는 “판두카바야 왕이 아누라다푸라 서문에 정착한 그리스인들은 북서 인도에 도착한 그리스인의 2, 3세대가 아니라 길어야 20년 전에 알렉산더의 진영 추종자로서 그리스 고국을 떠나 알렉산더 군대와 함께 또는 그 뒤를 따라 스리랑카에 온 사람들이었다. 동료 그리스인들이 더 남쪽으로 진격하는 것을 꺼려하자 이 그리스인들은 그렇게 한 것 같다.”고 썼다.
5세기에는 타밀인, 아랍인 상인 외에 페르시아인 상인들도 들어왔다. 주로 아랍인인 이 외국 상인들은 종종 이러한 수입과 수출에서 중개자 역할을 했다. 9세기 무슬림 상인들은 아누라다푸라 왕국의 항구 주변에 자리를 잡았고, 이들은 곧 스리랑카섬에 여전히 존재하는 무슬림 공동체를 형성하게 되었다.  인도 동부와 중국에서도 고급 천이 수입되었다. 아누라다푸라의 석비문은 시장이나 바자회가 이 도시의 중요한 기능이었음을 암시한다. 마을에서는 대부분 자급자족했기 때문에 무역이 제한적이었지만 소금과 금속과 같은 필수 상품은 외부에서 구해야 했다. 인도양에 위치한 인도네시아와 천연만을 끼고 있어 국제 무역의 중심지가 되었다. 아누라다푸라 시대에는 마하티타(마나르)와 고칸나(트링코말리)와 같은 항구가 무역항으로 사용되었다.

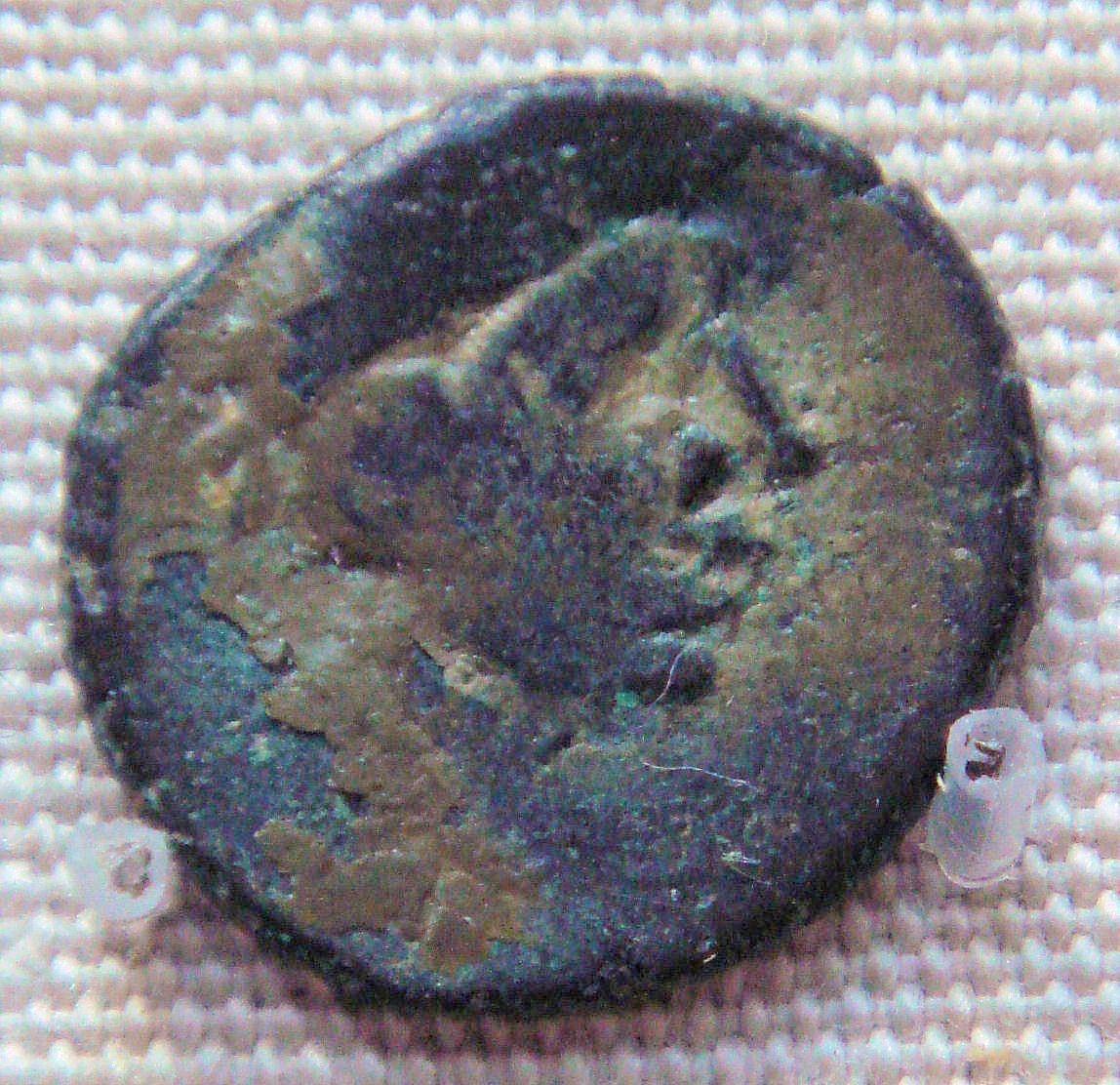
로마 주화의 청동 모조품, 스리랑카, 4-8세기

화폐는 종종 사법적 벌금, 세금, 상품이나 요역에 대한 지불을 정산하는 데 사용되었다. 그러나 왕, 관리, 사원에 대한 요역에 대한 보수는 종종 토지 수입의 형태로 이루어졌다. 아누라다푸라에서 발견된 가장 오래된 동전은 기원전 200년까지 거슬러 올라간다. 이 초기의 동전은 카하바누로 알려진 직사각형의 은 조각을 펀치로 찍어 만든 것이었다. 이후 원형으로 바뀌었고, 그 뒤를 이어 가공 동전이 등장했다. 주조되지 않은 금속, 특히 금과 은도 거래에 사용되었다. 이 시기의 동전에는 코끼리, 말, 만자, 다르마카크라의 무늬가 일반적으로 각인되었다.
이 시기의 주요 세금은 보자카파티(곡물세)로 명명되었으며 경작에 사용되는 토지에 대해 부과되었다. 저수지에서 사용하는 물에 대해서도 다카파티라는 이름의 물세가 부과되었으며, 항구에서도 관세가 부과되었다. 이러한 세금을 현금으로 납부할 수 없는 사람들은 저수지 보수와 같은 요역에 참여해야 했다. 세금 관리는 왕의 재무관인 바다가리카의 임무였다.

## 문화

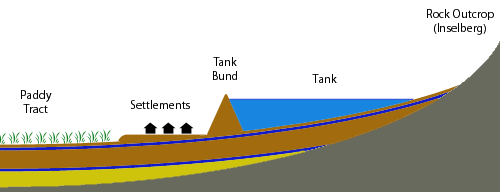
전통적인 건조 지대 마을의 전형적인 저수조, 정착지 및 논의 배치.

아누라다푸라 왕국의 문화는 대체로 불교에 바탕을 두고 있었고, 음식을 위해 동물을 도살하는 것은 낮고 부정했다고 여겨졌다. 그 결과, 가축 사육은 물소와 소를 제외하고는 드물었다. 코끼리와 말은 위신의 상징이었고, 오직 귀족들만이 누릴 수 있었다. 이 동물들을 훈련하고 돌보는 데 필요한 기술은 높이 평가되었다. 소와 물소는 쟁기질과 논 준비에 사용되었다. 유제품은 사람들의 식단의 중요한 부분을 차지했고, 팔리어 및 싱할라어 문헌은 종종 젖소에서 얻은 다섯 가지 제품, 즉 우유, 커드, 버터밀크, 기 및 버터를 언급한다. 황소와 황소 수레도 수송에 사용되었다.
금속 세공은 중요하고 잘 발달된 공예품으로 도끼, 맘모티, 호미 등의 금속 도구가 널리 사용되었다. 철과 강철의 무기와 도구는 군대를 위해 대규모로 생산되었다. 이 시기의 금속 세공 발전을 잘 보여주는 것이 구리로 지붕을 완전히 덮은 로바마하파야이다.
마을은 보통 농업을 위해 물을 쉽게 이용할 수 있도록 관개용 저수지 주변에 집중되었다. 집들은 저수지 제방 바로 아래, 물과 아래의 논 사이에 있었다. 이것은 밭으로의 물 공급을 쉽게 통제할 수 있게 했고, 과일과 채소 생산을 위한 가정 정원의 유지를 보조했다. 마을은 일반적으로 주거지, 논, 저수지, 방목장, 교대 작물 보호 구역 및 마을 숲으로 구성되었다. 강우량이 많은 지역에서는 종종 다년생 수로가 저수지를 대신했다. 아누라다푸라 시대에는 수많은 저수지 때문에 내륙 어업이 널리 행해졌다. 바다 어업이 완전히 없었던 것은 아니지만, 이 시기에는 바다 물고기를 내륙 멀리 위치한 도시로 운송하는 초보적인 특성 때문에 그다지 흔하지 않았다.
여성들은 이 기간 동안 상당한 자유와 독립을 누렸던 것으로 보인다. 두타가마니는 그의 군사 활동 기간 동안 자주 어머니의 조언을 구했다. 바위 비문에 따르면 여성들은 동굴과 사원을 그 승가의 사용을 위해 기부했다. 그러나 여성들이 행정 직책을 맡았다는 기록은 없다. 여성들이 남성과 동등한 지위를 부여받았는지는 명확하지 않지만 종교 문제에서 완전한 자유를 가졌다.

### 종교

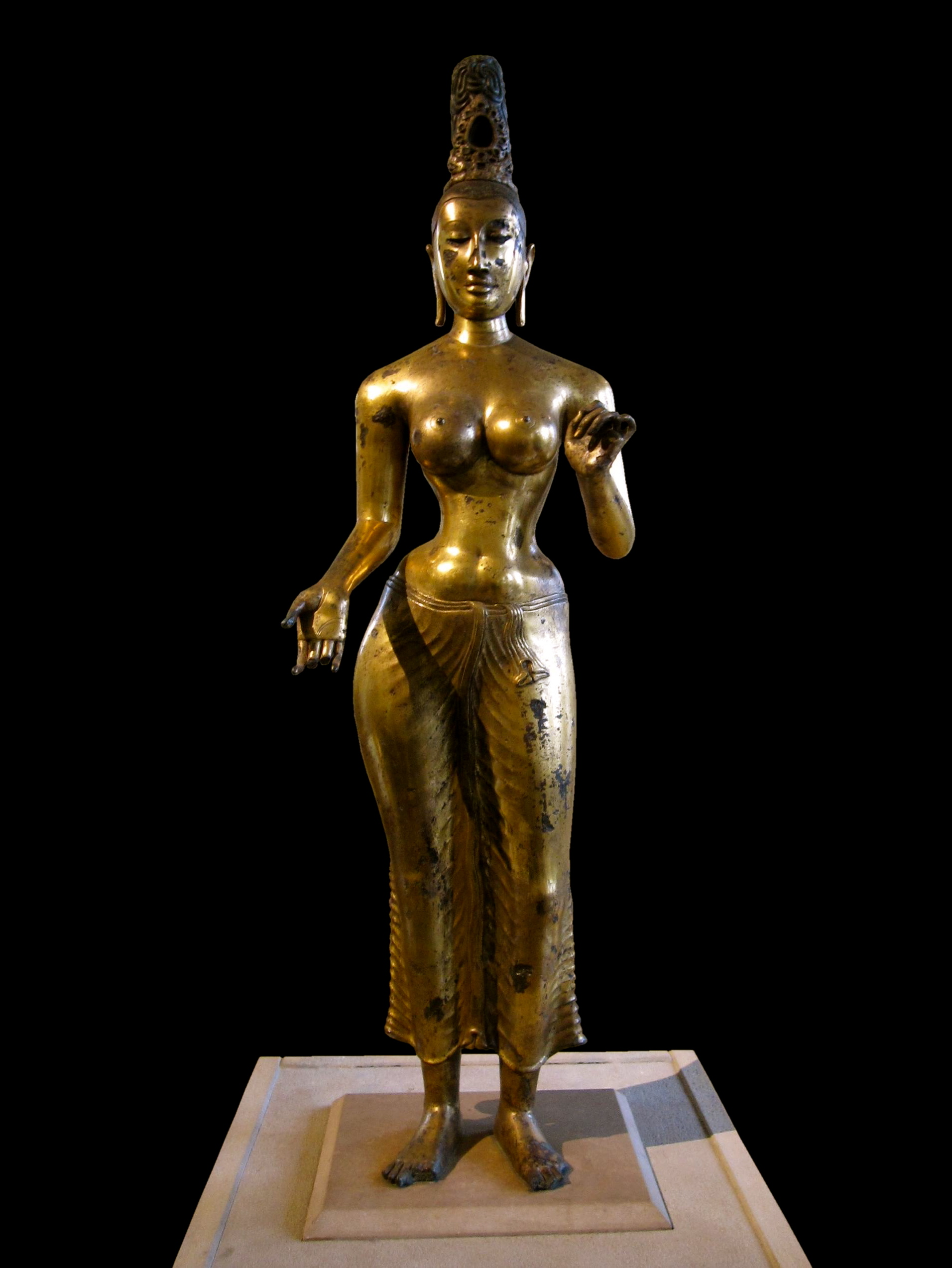
스리랑카 동부 해안에서 발견된 8세기의 금동타라보살상

왕실에 의한 불교의 채택 이전에는, 단일한 조직화된 종교나 적절한 국교는 없었지만, 매우 다양한 다른 신앙 체계들이 실행되었고, 그 중 일부는 왕실의 후원을 받았다. 이것들은 야크샤와 야크샤니(여성 야크샤), 나가, 조상 숭배, 신 숭배, 나무 숭배, 브라만교, 니간타, 시바교, 파리브라자카, 아지비카교와 같은 다양한 금욕 단체들과 초기 불교 형태들을 포함한다. 판두카바야 왕의 통치 기간 동안 왕실의 후원을 받은 것으로 알려진 야크샤들로는 치트라르자, 카라벨라, 야카니 발라무키 등이 있다. 수마나와 우풀반을 포함하는 신들로 명명된 반면, "서부의 여왕"을 의미하는 파치마라진니라는 여신들도 언급된다. 불교는 성행하지는 않았지만 예배 장소를 건설한 인도의 무역상들에 의해 도입되었다. 브라만교는 데바남피야 티사의 치세 동안 스리랑카에 불교가 도입되기 전까지 지배 엘리트들 사이에서 널리 퍼져 있었다. 브라만교는 그의 후원 아래 왕국의 공식 종교가 되면서 전국으로 빠르게 퍼져나갔다. 이러한 지위에도 불구하고, 불교 사회의 관용은 약간의 영향력 상실만으로 힌두교의 생존을 보장했다. 이후, 통치자들은 국가 불교의 수호자가 될 것으로 기대되었고, 불교는 왕권을 정당화하는 요소가 되었다. 불교는 아누라다라 왕국 말 무렵에 마하비하라, 압하야기리, 제타바나의 세 개의 종파가 존재하게 되었다. 마하비하라 종는 불교가 이 나라에 도입된 직후에 설립되었다. 이 종파는 상좌부의 가르침을 나타내며, 그것은 아누라다푸라 왕국 전체에 엄격하게 관습적인 상태로 남아 있었다. 압하야기리야가 건설된 후에 설립된 압하야기리 종파는 불교 사상의 여러 유파를 대표했다. 그것은 그 자신을 상좌부에만 국한시키지 않았고, 대승과 탄트라 사상도 수용했다. 제타라마야가 건설된 후에 설립된 제타바나 종파에 대한 증거는 거의 존재하지 않는다.
통치자들은 상좌부 불교를 후원했고 종종 대승 불교 신앙의 확산을 막기 위해 조치를 취했다. 아가보디 1세, 카샤파 5세(914–923) 그리고 마힌다 4세(956–972)와 같은 통치자들은 올바른 승가 수행을 위한 규율을 공표했다. 보하리카 티사와 고타바하야(249–262)는 그러한 견해를 지지하는 수도회에서 몇몇 승려들을 추방했다. 이 정책 변화는 마하세나가 대승 불교의 가르침을 받아들이고 상좌부 제도에 반대하는 행동을 했을 때 일어났다. 그러나, 사람들이 그에게 반기를 든 후, 그는 또한 상좌부의 가르침을 받아들였다. 왕국과 왕들의 권위가 떨어지면서, 대승 불교와 탄트라의 교리는 다시 퍼지기 시작했지만, 상좌부는 여전히 주요하고 가장 널리 퍼진 교리로 남아있었다.

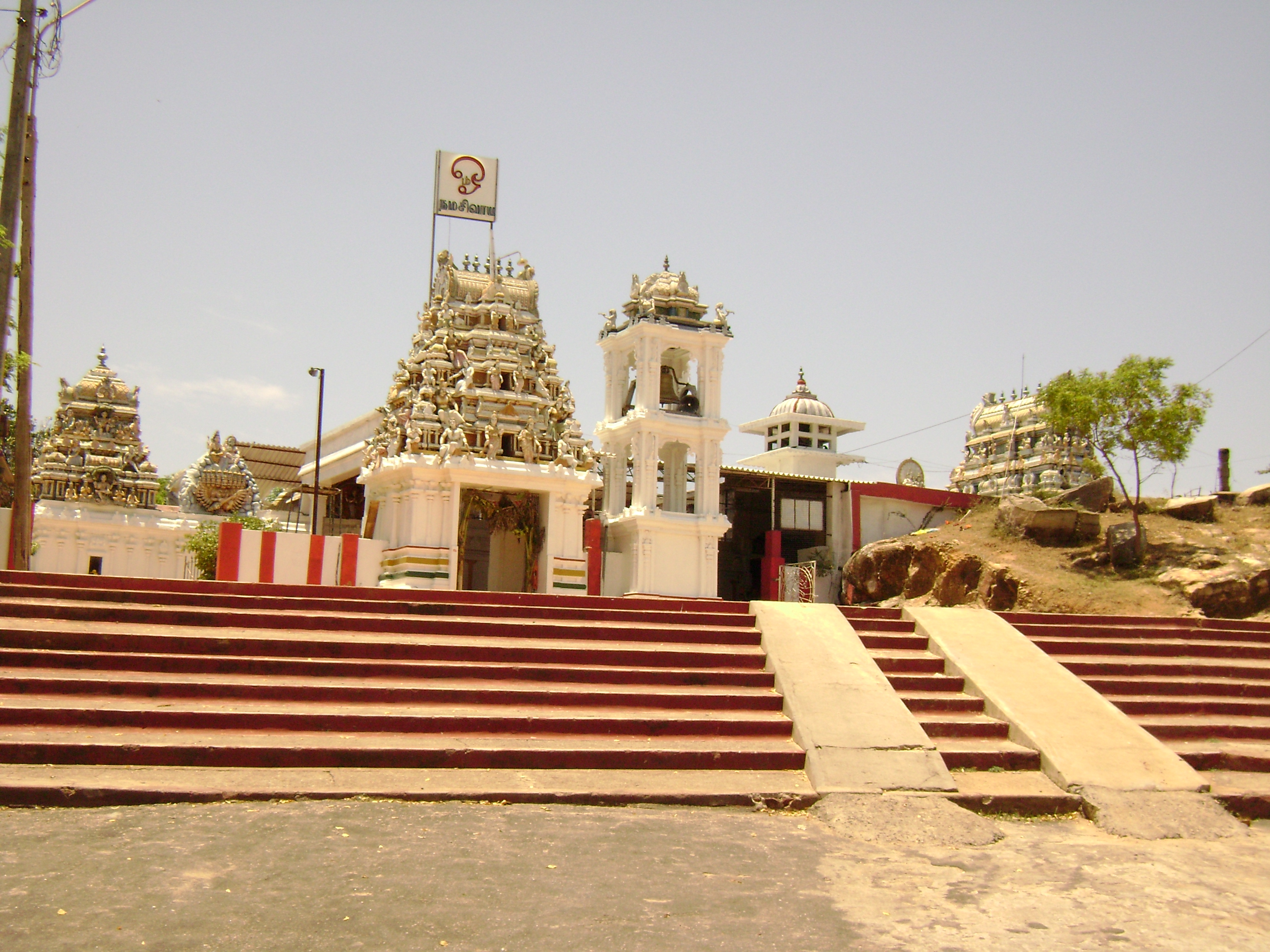
아누라다푸라 시대에 건설된 콘스와람 힌두교 사원.

힌두교의 추종자들은 아누라다푸라 시대에도 어느 정도 존재했다. 이들은 특히 엘랄란의 치세 동안 라자라타에 다수 존재했다. 마하센은 2세기 그의 치세 동안 여러 힌두교 사원을 파괴했다. 특히 마하티타와 고칸나와 같은 항구 근처에 사는 인도 상인 공동체는 힌두교의 추종자였으며 이 지역에는 힌두교 사원이 건설되었다. 아누라다푸라 왕국 말기에는 콘스바람 사원과 같은 대형 힌두교 사원이 건설되었다. 사료에 따르면 발라감바의 통치 기간 동안 아누라다푸라에는 자이나교도들도 있었다고 한다.
기독교인 공동체는 서기 52~72년에 사도 토마스가 소개한 것으로 추정되는 왕국에 이주하여 정착한 것으로 알려져 있다. 그 당시 대부분의 기독교인은 성 토마스 기독교인이거나 네스토리우스 기독교인이었다. 1912년에 아누라다푸라 십자가가 발견되면서 아누라다푸라 시대에 기독교인들이 많았을 가능성이 나타났다.

아누라다푸라 십자가: 스리랑카에서 가장 오래된 기독교의 상징.

네스토리우스 기독교인들은 아누라다푸라 왕국에서 특히 다투세나 왕의 통치 기간 동안 영향력과 권력을 행사했다.
아라비아와 페르시아에서 온 무슬림 무역상들도 있었다.

### 문학
기원전 3세기부터 기원후 3세기까지 브라흐미 문자에 비문이 기록되어 있다. 이는 점차 현대의 싱할라 문자로 발전하였지만, 아누라다푸라 왕국 말기에는 완성되지 않았다. 어떤 저술이든 사료에서 최초로 언급된 것은 기원전 80년 정도이지만, 이보다 더 이른 시기는 아니더라도 2세기 이전에도 싱할라어와 팔리어 문헌은 모두 존재하였다. 가장 오래된 싱할라어 문헌은 시기리야에서 발견된다. 아누라다푸라 왕국 말기인 6세기에서 마지막 시기까지 쓰여진 시들은 시기리야의 거울 벽에 그려진 낙서들 중에서 발견된다. 이 구절들의 대부분은 시기리야의 프레스코화에 묘사된 여성 인물들을 묘사하거나 다루고 있다. 이 시들의 대부분은 8세기에서 10세기 사이에 쓰여졌다.
아누라다푸라 시대에는 단 세 권의 싱할라어 책만이 남아 있다. 그중 하나인 시야바슬라카라는 9세기 또는 10세기에 시 예술에 관해 쓰였으며 산스크리트어 카비야다르샤를 기반으로 한다. 또 다른 책인 담피야 아투바 가타파다야는 팔리어 문헌인 담마파닷타카타의 용어집으로, 싱할라어 단어와 팔리어 단어의 동의어를 제공한다. 세 번째 책은 불교 승려를 위한 규율집인 물라 시카 하 시카발란다이다. 이 두 책은 모두 아누라다푸라 시대의 마지막 2세기 동안에 쓰여졌다.
발라감바 치세에 팔리어 대장경이 패엽으로 쓰여졌다. 아타카타로 알려진 불교에 대한 여러 주석도 마하나마(406–428) 시대에 쓰여졌다. 디파밤사와 마하밤사와 같은 팔리 연대기는 아누라다푸라 시대에 쓰여졌으며, 여전히 이 나라의 역사를 연구하는 자료로 유용하다.

### 미술

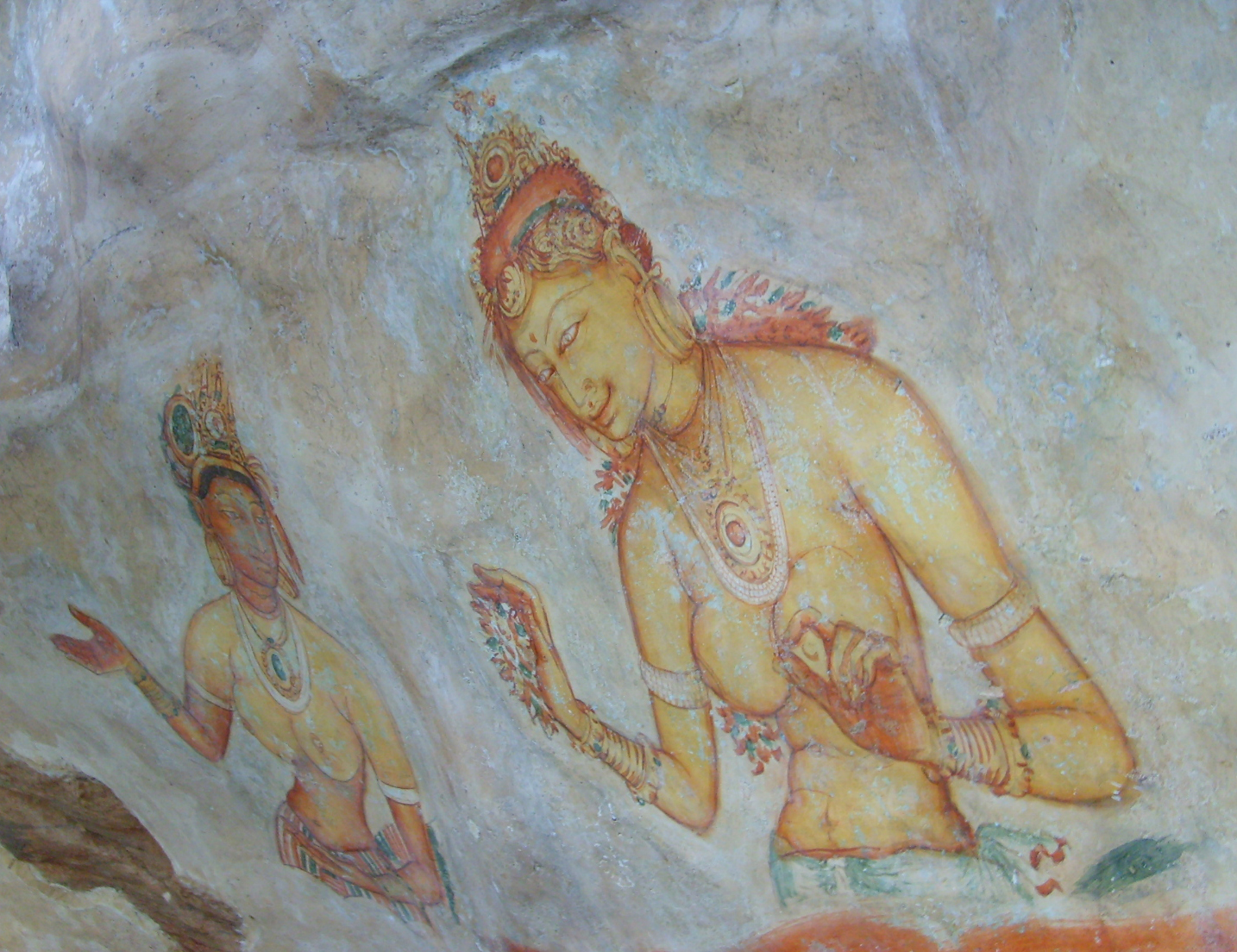
시기리야 프레스코화는 아누라다푸라 시대에 속하는 가장 오래되고 가장 잘 보존된 그림이다.

스리랑카의 시기리야에서 발견된 시기리야 프레스코화는 카샤파 1세(재위: 477–495 AD)의 치세 동안 그려졌다. 꽃을 들고 있는 여성 인물을 묘사한 이 그림들은 아누라다푸라 시대의 현존하는 가장 오래된 그림들이다. 이 그림들에 누가 나타나는지에 대해 다양한 이론들이 존재한다. 어떤 이들은 그들이 압사라(천계의 님프)라고 주장하기도 하고, 다른 이들은 그들이 왕궁의 여인이거나 심지어 번개와 비구름을 상징한다고 주장하기도 한다. 비록 그들이 인도의 아잔타 그림들과 다소 유사성을 가지고 있지만, 양식과 구성에 있어서 상당한 차이가 있어 이것들이 스리랑카의 독특한 예술 학풍의 예시임을 암시한다.
힌다갈라의 한 동굴에서 나온 그림들은 후기 아누라다푸라 시대로 거슬러 올라가고, 심지어 시기리야 그림들과 같은 시대에 속할지도 모른다. 시기리야와 힌다갈라의 그림들은 아누라다푸라 왕국의 예술의 유일하게 살아남은 표본들이다. 그러나 그림들의 잔재들은 일부 건물들의 벽들과 천장들, 그리고 스투파와 바할카다들의 내부 벽들도 또한 그려졌다는 것을 나타낸다. 사드하티사는 그의 형인 두투게무누가 그의 임종 때 그것을 보기를 원하자 루완웰리 세야를 장식하기 위해 화가들을 고용했다.
불상 제작의 경우, 가장 눈에 띄는 불상은 아누라다푸라 시대의 스리랑카 조각가들이 완벽하게 만든 미술이다. 아누라다푸라 시대에 속하는 가장 초기의 불상은 서기 1세기로 거슬러 올라간다. 이 불상들을 만들 때는 아바야 무드라, 디야나 무드라, 비타르카 무드라, 카타카 무드라와 같은 일반적인 자세가 사용되었다. 고대 스리랑카 예술의 가장 훌륭한 예 중 하나로 여겨지는 아누라다푸라의 사마디 불상은 깊은 명상 속에 앉아 있는 부처를 보여주며, 4세기경에 백운석적인 대리석으로 조각되었다. 톨루빌라 불상은 이와 유사하며, 아누라다푸라 왕국의 후기 단계로 거슬러 올라간다. 아누라다푸라 시대의 주목할 만한 불상으로는 아부카나, 말리가빌라, 부두루바갈라 등이 있다. 부두루바갈라 불상은 50피트(15m) 높이로 이 나라에서 가장 높은 불상이다. 이 모든 불상들은 바위로 조각되어 있다.
이스루무니야의 조각들은 아누라다푸라 왕국의 돌 조각 예술의 가장 좋은 예들 중 일부이다. 예술에서의 기술은 이 시기 동안 존경받는 가치있는 특성이었고 예술가들은 통치자들에 의해 많은 보상을 받았다. 마하밤사는 제타 티사 2세(328~337)가 돌과 상아 조각에 능숙했다고 기록한다.

## 건축 및 공학

### 건축

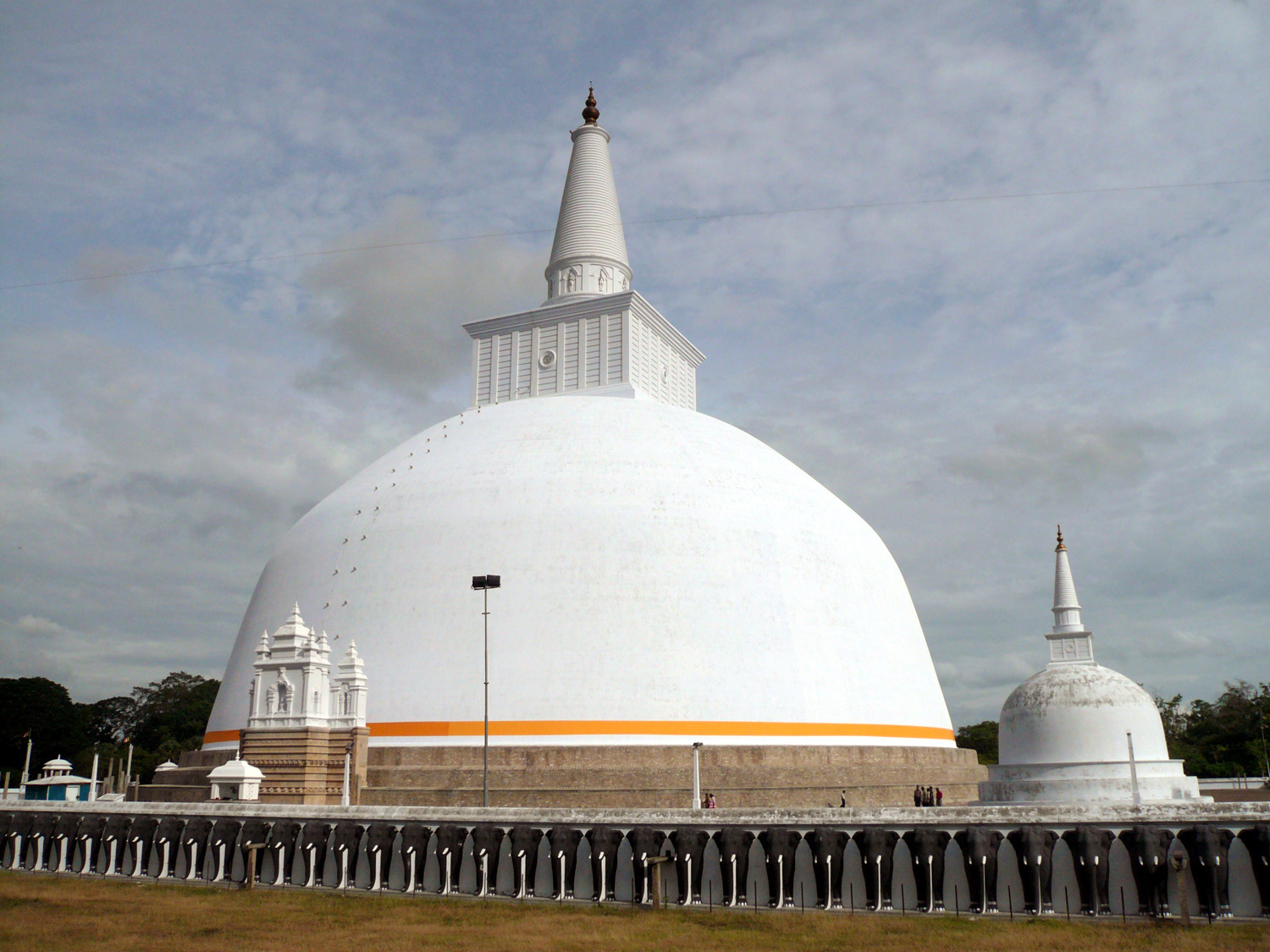
두타가마니 왕이 건설한 스리랑카 최초의 대형 스투파인 루완웰리세야.

스투파들의 건설은 아누라다푸라 시대뿐만 아니라 스리랑카 역사 전반에 걸쳐 두드러졌다. 스투파들은 예배 대상을 모시고 지어졌다. 데바남피야 티사가 세운 투파라마야 스투파는 가장 초기에 지어진 스리랑카 스투파 중 하나로 불교가 도래한 직후에 건설되었다. 대형 스투파의 건설은 두타가마니 왕이 300피트(91m) 높이에 둘레 298피트(91m)의 루완웰리 세야를 건설하면서 시작되었다.
아누라다푸라 시대 초기의 아누라다푸라 다가바들은 불교 세계 어느 곳에서도 가장 큰 건축물을 구성할 정도로 엄청난 규모를 자랑하며, 심지어 규모 면에서 이집트의 피라미드와 견줄 정도이다.

압하야기리야 수도원 단지에 있는 압하야기리야 스투파는 아누라다푸라 시대의 또 다른 대형 스투파로 원래 높이는 350피트(110m)였다. 마하센이 건설한 제타바나 스투파는 이 나라에서 가장 큰 스투파이다. 스투파들은 기초가 깊고 잘 축조되어 있었으며, 건축주들은 건축에 사용된 재료의 속성을 명확히 인지하고 있었다. 각 재료 유형에 맞는 적절한 방법을 사용하여 기초를 견고하게 다졌다.
모든 건물들은 정교한 조각들과 조각들로 장식되어 있고 큰 돌기둥들에 의해 지탱되고 있다. 이 돌기둥들은 로바마하파야(단단 궁전)와 같은 몇몇 건물들에서 볼 수 있다. 이 건물들의 배수 시스템 또한 잘 계획되어 있으며, 배수구로 물을 운반하기 위해 테라코타 파이프가 사용되었다. 큰 연못들은 쿠탐 포쿠나(쌍둥이 연못)와 같은 일부 승원들에 붙어 있었다. 병원 단지들은 또한 승원들과 가까운 곳에서 발견되었다. 건물들은 목재, 벽돌 및 돌을 사용하여 지어졌다. 벽돌은 벽에 사용된 반면, 돌은 기초와 기둥에 사용되었다. 석회 모르타르는 벽을 회반죽으로 만드는데 사용되었다.

### 관개 및 치수
스리랑카의 건조 지대의 강우량은 50-75인치로 제한된다. 이러한 조건에서 빗물을 공급받는 경작은 어려웠기 때문에 초기 정착민들은 경작을 위한 물의 지속적인 공급을 유지하기 위해 물을 저장할 수 있는 수단을 개발해야 했다. 마을의 경작을 지원하기 위해 마을 단위에 작은 관개 수조가 건설되었다. 가장 초기의 중규모 관개 수조는 판두카바야 왕이 건설한 바사와쿨라마 저수지이다. 누와라웨와 티사웨와 저수지는 한 세기 후에 건설되었다. 이 저수지들은 다양한 통치자들에 의해 그 후 몇 년 동안 확장되었다.

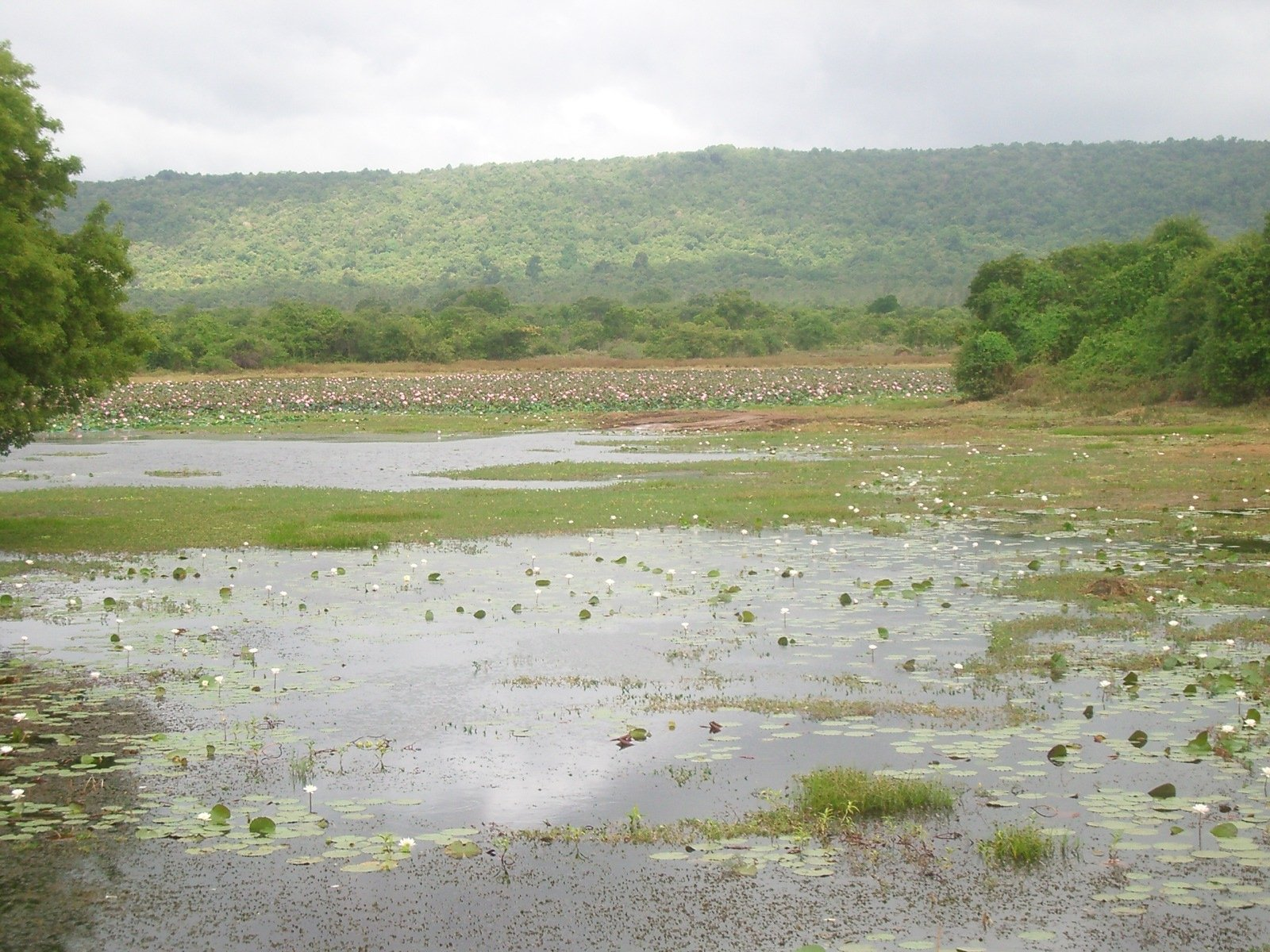
아누라다푸라에 있는 작고 지금은 사용되지 않는 고대 관개 호수.

서기 1세기에 바사바의 지시로 대규모 저수지가 건설되기 시작했다. 암반강을 댐으로 30마일(48km) 동안 서쪽으로 물을 돌리기 위해 건설된 알라하라 운하는 이 시기에 건설되었다. 바사바 시대에 건설된 저수지 중 마하빌락치야와 노치포타나 저수지의 둘레는 모두 약 2마일(3.2km)이었다. 마하센 치세에 알라하라 운하는 4,670에이커(18.9km2)에 달하며 길이 1.25마일(2.01km2), 높이 44피트(13m)에 달하는 새로 건설된 미네리야 탱크에 물을 공급하기 위해 확장되고 연장되었다. 그는 이 공사를 위해 미네리 데이요(미니네리야의 신)라고 불렸으며, 지금도 그 지역 사람들은 이 공사를 그렇게 부른다. 이 시기에 수행된 대규모 관개 공사로는 카부둘루 저수지, 파바탄타 운하, 후룰루 저수지가 있다. 이 공사들은 건조 지대의 북부와 동부 지역의 농업 개선에 크게 기여했다. 또한 이 시기에 다두루 오야의 지류를 이용하여 저수지를 건설하여 건조 지대의 남서부에 물을 공급했다. 이러한 수자원의 보존과 분배는 건조 지대 전체에 걸쳐 충분한 물 공급을 보장했다. 제임스 에머슨 테넌트는 고대 관개망을 다음과 같이 설명했다:
... 이러한 종류의 작품을 제작하는 데 있어서 그들 자신의 후속 경험과 그들이 차지하고 있는 엄청난 정도로부터, 그들은 다른 어떤 나라의 사람들에게도 뒤지지 않는 시설을 얻었다고 믿을 만한 모든 이유가 있는 것 같다.

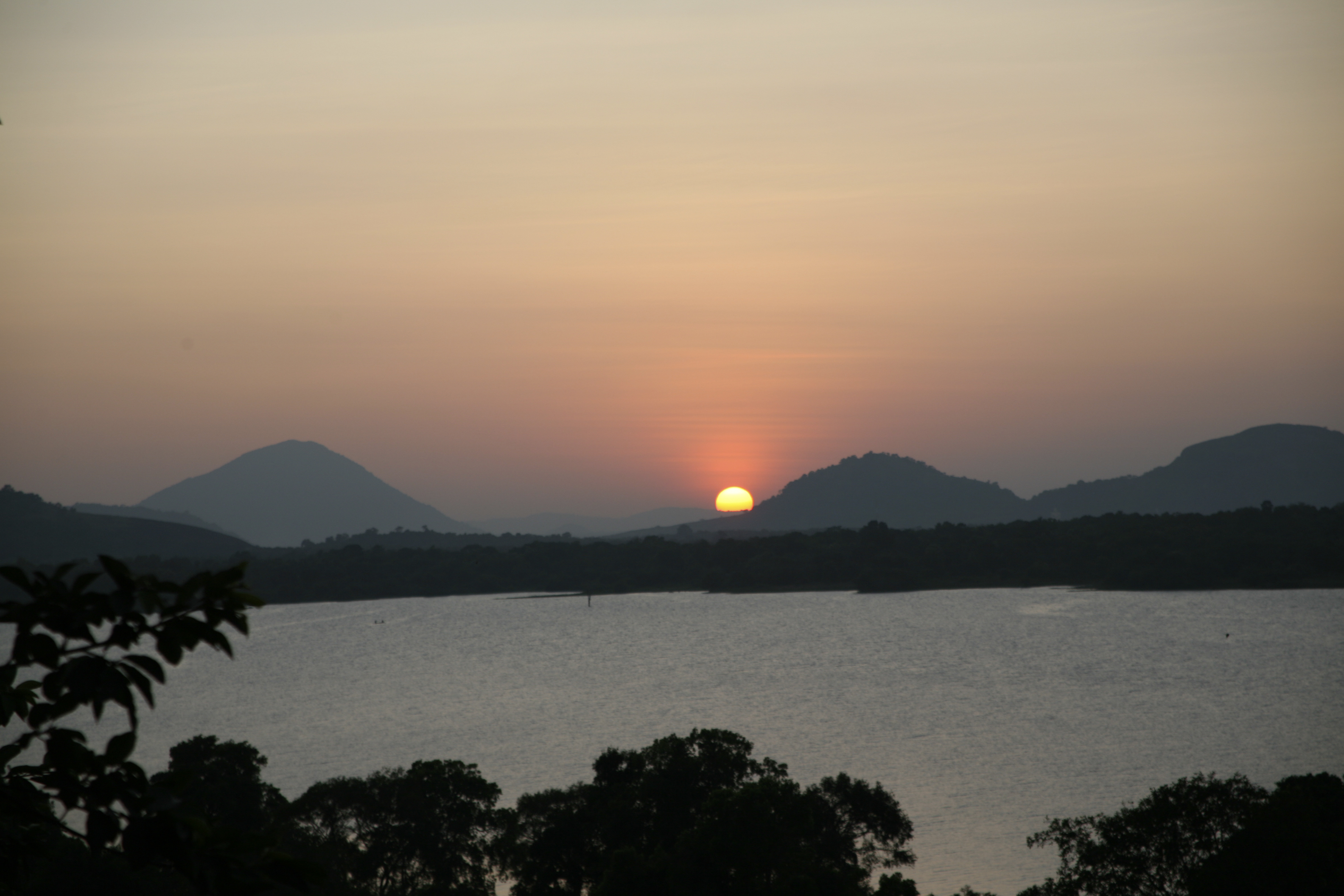
왕국 후기에 건설된 것으로 추정되는 칸달라마 저수지는 복잡한 네트워크를 형성하는 많은 저수지 중 하나이다.

건조 지대의 수자원은 우파티사 1세와 다투세나 시대에 더욱 이용되었다. 길이 3.75마일(6.04km), 높이 40피트(12m)의 제방으로 6,380에이커(25.8km2)의 면적을 덮고 있는 칼라웨바의 건설은 다투세나 시대에 이루어졌다. 자야강가라는 이름의 54마일(87km) 운하는 칼라웨바에서 티사웨바로 물을 운반하고 더 작은 운하 네트워크를 공급한다. 이 네트워크의 건설도 다투세나 덕분이다. 자야강가는 180제곱킬로미터의 논에 물을 공급했다. 5세기 말까지 마하웰리 강이 지원하고 말바투오야와 칼라오야가 지원하는 두 개의 주요 관개망이 라자라타 지역을 덮고 있었다. 마하밤사는 많은 다른 통치자들이 많은 수의 관개 수조를 건설했다고 기록하고 있으며, 그 중 일부는 아직 확인되지 않았다. 8세기까지 파다비야, 나카두바, 칸탈레, 기리탈레와 같은 대형 수조가 존재하여 관개망을 더욱 확장했다. 그러나 8세기부터 아누라다푸라 왕국 말까지 관개 시설 건설에는 많은 활동이 없었다.

### 기술
거대한 저수지와 운하의 계획과 건설에는 첨단 기술이 필요했다. 저수지를 건설할 때, 건대 평원의 낮은 능선 사이의 간격은 댐 수로에 사용되었다. 건설에는 두 가지 다른 기술이 사용되었는데, 하나는 계곡을 가로지르는 자연적인 암석층을 사용하여 제방을 만드는 방법과 다른 하나는 건설된 운하를 통해 저수지로 물길을 돌리는 방법이 포함되었다. 한 지역의 모든 저수지와 운하는 복잡한 네트워크에 의해 상호 연결되어 있어 한 지역의 과도한 물이 다른 지역으로 흐르게 된다. 이러한 건설의 위치는 고대 기술자들도 그 지역의 지질 형성을 알고 있었고 효과적으로 활용했음을 나타낸다. 지하 도관은 또한 쿠탐 포쿠나와 시기리야의 연못과 같은 인공 연못으로 물을 공급하기 위해 건설되었다.
길이가 87km인 자야강가는 1마일에 6인치의 기울기를 가지고 있는데, 이는 건설자들이 물 흐름의 최소 기울기를 달성하기 위한 전문적인 지식과 정확한 측정 장치를 가지고 있었다는 것을 나타낸다. 저수지의 물의 외부 흐름을 제어하는 데 사용되는 저수조 수문인 비소코투바의 건설은 관개 기술의 주요 발전을 나타낸다. 3세기 이후로 벽돌과 돌로 만들어진 이 수문들은 저수지의 제방에 다양한 층에 배치되었다.

### 인용주
1. ↑  Buddhism was such an important factor in this period that Mendis (2000), p.196 asserts, "The island of Lanka belonged to the Buddha himself; it was like a treasury filled with the three gems".
2. ↑  This is also known as the Anuradhapura dynasty, starting from Pandukabhaya.
3. ↑  This position was called rataladda by the later period of the Anuradhapura Kingdom.
4. ↑  This is disputed by some historians however since there is no mention of this in the Mahavamsa although the Rajavaliya describes the event in detail.
5. ↑  According to Samantapasadika, the use of coins in transactions involving the purchasing of items had become common by the 5th century.
6. ↑  The term historical sources used in this article refer to the ancient texts on the history of Sri Lanka, mainly Mahavamsa and Dipavamsa and Rajavaliya.

### 참조주
1. ↑  Perera (2001), p.45
2. ↑  Wijesooriya (2006), p. 20
3. 1 2  Wijesooriya (2006), p. 27
4. ↑  Blaze (1995), p. 19
5. ↑  Yogasundaram (2008), p. 41
6. ↑  Bandaranayake (2007), p. 6
7. ↑  Mendis (1999), p. 7
8. ↑  Wijesooriya (2006), p. 28
9. ↑  Siriweera (2004), p. 25
10. ↑  Moratuwagama (1996), p. 225
11. ↑  Siriweera (2004), p. 27
12. ↑  Ludowyk (1985), p. 61
13. ↑  Wijesooriya (2006), p. 81
14. ↑  Wijesooriya (2006), p. 88
15. ↑  Wijesooriya (2006), p. 93
16. 1 2  Siriweera (2004), p. 171
17. ↑  Wijesooriya (2006), p. 75
18. 1 2  Siriweera (2004), p. 35
19. ↑  Siriweera (2004), p. 36
20. 1 2  Wijesooriya (2006), p. 114
21. ↑  Mendis (1999), p. 11
22. ↑  Wijesooriya (2006), p. 34
23. ↑  Wijesooriya (2006), p. 38
24. ↑  Ludowyk (1985), p. 46
25. ↑  Ludowyk (1985), p. 49
26. ↑  Wijesooriya (2006), p. 41
27. ↑  Ludowyk (1985), p. 55
28. ↑  Blaze (1995), p. 58
29. ↑  Wijesooriya (2006), p. 89
30. ↑  Blaze (1995), p. 59
31. ↑  Rambukwelle (1993), p. 51
32. 1 2  Wijesooriya (2006), p. 47
33. ↑  Wijesooriya (2006), p. 49
34. 1 2  Siriweera (2004), p. 42
35. ↑  Wijesooriya (2006), p. 108
36. ↑  Wijesooriya (2006), p. 112
37. 1 2  Siriweera (2004), p. 44
38. 1 2 3 4 5 6  Sastri 2000.
39. 1 2 3 4  Spencer 1976.
40. ↑  as noted by its native name of Kandavura Nuvara (the camp city)
41. 1 2  Siriweera (2004), p. 86
42. ↑  Wijesooriya (2006), p. 30
43. 1 2  Siriweera (2004), p. 87
44. ↑  Perera (2001), p. 48
45. ↑  Nicholas and Paranavitana (1961), p. 54
46. ↑  Nicholas and Paranavitana (1961), p. 77
47. ↑  Nicholas and Paranavitana (1961), p. 123
48. ↑  Nicholas and Paranavitana (1961), p. 143
49. ↑  Siriweera (2004), p. 90
50. ↑  Siriweera (2004), p. 88
51. 1 2 3  Siriweera (1994), p. 8
52. ↑  Siriweera (2004), p. 91
53. ↑  Siriweera (1994), p. 6
54. ↑  Rambukwelle (1993), p. 45
55. ↑  Rambukwelle (1993), p. 46
56. ↑  Siriweera (1994), p. 7
57. ↑  Siriweera (2004), p. 92
58. ↑  Mendis (1999), p. 144
59. 1 2  Rambukwelle (1993), p. 38
60. ↑  Siriweera (2004), p. 93
61. 1 2 3 4 5  Yogasundaram (2008), p. 66
62. ↑  Siriweera (2004), p. 89
63. ↑  Ellawala (1969), p.148
64. 1 2  Yogasundaram (2008), p. 67
65. ↑  Wijesooriya (2006), p. 110
66. ↑  Mendis (1999), p. 57
67. ↑  Siriweera (2004), p. 183
68. ↑  Goonaratne and Hirashima (1990), p. 153
69. ↑  Siriweera (2004), p. 190
70. 1 2  Siriweera (2004), p. 182
71. ↑  Siriweera (2004), p. 192
72. ↑  Seneviratna (1989), p. 54
73. ↑  Siriweera (1994), p. 114
74. ↑  Did Anuradhapura Greeks come east with Alexander?
75. ↑  De Silva 2014, 46쪽.
76. ↑  De Silva 2014, 47쪽.
77. ↑  Siriweera (2004), p. 207
78. ↑  Siriweera (2004), p. 212
79. ↑  Siriweera (2004), p. 218
80. ↑  Siriweera (2004), p. 228
81. ↑  Siriweera (1994), p 120
82. ↑  Siriweera (2004), p. 213
83. ↑  Siriweera (2004), p. 213
84. ↑  Siriweera (2004), p. 214
85. ↑  Siriweera (2004), p. 215
86. ↑  Codrington (1994), p. 19
87. ↑  Siriweera (1994), p. 167
88. ↑  Siriweera (1994), p. 168
89. ↑  Siriweera (1994), p. 169
90. ↑  Siriweera (1994), p. 170
91. ↑  Siriweera (2004), p. 200
92. ↑  Siriweera (2004), p. 193
93. ↑  Siriweera (2004), p. 194
94. ↑  Siriweera (2004), p. 195
95. ↑  Ellawala (1969), p. 151
96. ↑  Ellawala (1969), p. 152
97. ↑  Siriweera (2004), p. 187
98. ↑  Siriweera (2004), p. 201
99. ↑  Siriweera (1994), p. 39
100. ↑  Ellawala (1969), p. 82
101. ↑  Wettimuny, Samangie (17 August 2008). “Unsurpassed heroism: Women in Mahavamsa”. 《Sunday Observer》.  3 August 2009에 원본 문서에서 보존된 문서. 17 July 2009에 확인함.
102. ↑  Ellawala (1969), p. 83
103. 1 2 3 4  “The Pre Buddhist Religious Beliefs in Ancient Sri Lanka”. 《International Journal of Research and Innovation in Social Science》 03 (6): 203–206. June 2019. doi:10.47772/ijriss.2021. ISSN 2454-6186.
104. ↑  De Silva 2014, 58쪽.
105. ↑  Siriweera (2004), p. 244
106. ↑  Siriweera (2004), p. 245
107. ↑  Siriweera (2004), p. 248
108. ↑  Siriweera (2004), p. 246
109. ↑  Siriweera (2004), p. 247
110. ↑  Siriweera (2004), p. 250
111. ↑  Siriweera (2004), p. 254
112. ↑  Mendis (1999), p. 104
113. ↑  “A Brief History of Christianity in Sri Lanka”. 2013년 9월 20일.
114. ↑  “Did Christianity exist in ancient Sri Lanka?”.
115. ↑  Ellawala (1969), p. 87
116. ↑  Siriweera (2004), p. 267
117. ↑  Lokubandara (2007), p. 37
118. ↑  Lokubandara (2007), p. 29
119. ↑  Siriweera (2004), p. 268
120. ↑  Ellawala (1969), p. 86
121. ↑  Siriweera (2004), p. 271
122. ↑  Mendis (1999), p. 1
123. 1 2  Siriweera (2004), p. 290
124. ↑  Bandaranayake (2007), p. 8
125. ↑  Bandaranayake (2007), p. 11
126. ↑  Bandaranayake (2007), p. 12
127. ↑  Ellawala (1969), p. 153
128. ↑  Siriweera (2004), p. 286
129. ↑  “Sacred city of Anuradhapura”. 《The Sunday Times》. 2007년 12월 9일. 2009년 9월 17일에 확인함.
130. ↑  Siriweera (2004), p. 287
131. ↑  Fernando (2001), p. 3
132. ↑  Siriweera (2004), p. 283
133. ↑  “Periodic Reporting Exercise on the Application of the World Heritage Convention” (PDF). UNESCO. 2009년 7월 18일에 확인함.
134. ↑  Siriweera (2004), p. 284
135. ↑  Basnayake (1986), p. 109
136. ↑  Siriweera (2004), p. 280
137. ↑  Siriweera (2004), p. 281
138. ↑  Siriweera (2004), p. 168
139. ↑  Siriweera (2004), p. 169
140. ↑  Mendis (1999), p. 74
141. 1 2  Siriweera (2004), p. 170
142. ↑  Mendis (2000), p. 248
143. ↑  Siriweera (2004), p. 174
144. ↑  Seneviratna (1989), p. 89
145. ↑  “The beautiful twin ponds of Anuradhapura”. 《Sunday Observer》.  2 November 2008.  5 June 2011에 원본 문서에서 보존된 문서. 17 September 2009에 확인함.
146. ↑  Bandaranayake (2007), p. 15
147. ↑  Siriweera (2004), p. 175
148. ↑  Seneviratna (1989), p. 76

### 서지
- De Silva, K. M. (2014). 《A history of Sri Lanka》 [Revis]판. Colombo: Vijitha Yapa Publications. ISBN 978-955-8095-92-8.
- Bandaranayake, Senake (2007). 《Sigiriya》. Central Cultural Fund. ISBN 978-955-613-111-6.
- Basnayake, H. T. (1986). 《Sri Lankan Monastic Architecture》. Sri Satguru Publications. ISBN 978-81-7030-009-0.
- Blaze, L. E (1995). 《The Story of Lanka》. Asian Educational Services. ISBN 978-81-206-1074-3.
- Codrington, H.W. (1994). 《Ceylon Coins and Currency》. Asian Educational Services. ISBN 978-81-206-0913-6.
- Ellawala, H. (1969). 《Social History of Early Ceylon》. Department of Cultural Affairs.
- Fernando, G. S. (2001). 《සිංහල සැරසිලි—Sinhala Sarasili》 [Sinhala Decorational Art] (싱할라어). M. D. Gunasena and Company. ISBN 978-955-21-0525-8.
- Gooneratne, W.; Hirashima, S. (1990). 《Irrigation and Water Management in Asia》. Sterling Publishers.
- Lokubandara, W. J. M. (2007). 《The Mistique of Sigiriya — Whispers of the Mirror Wall》. Godage International Publishers. ISBN 978-955-30-0610-3.
- Ludowyk, E. F. C. (1985). 《The Story of Ceylon》. Navrang Booksellers & Publishers. ISBN 978-81-7013-020-8.
- Mendis, Ranjan Chinthaka (1999). 《The Story of Anuradhapura》. Lakshmi Mendis. ISBN 978-955-96704-0-7.
- Mendis, Vernon L. B. (2000). 《The Rulers of Sri Lanka》. S. Godage & Brothers. ISBN 978-955-20-4847-0.
- Moratuwagama, H. M. (1996). 《සිංහල ථුපවංසය—Sinhala Thupavansaya》 [Sinhala Thupavamsa] (싱할라어). Rathna Publishers. ISBN 978-955-569-068-3.
- Nicholas, C. W.; Paranavitana, S. (1961). 《A Concise History of Ceylon》. Colombo University Press.
- Perera, Lakshman S. (2001). 《The Institutions of Ancient Ceylon from Inscriptions》 1. International Centre for Ethnic Studies. ISBN 978-955-580-055-6.
- Rambukwelle, P. B. (1993). 《Commentary on Sinhala Kingship — Vijaya to Kalinga Magha》. Sridevi Printers. ISBN 978-955-95565-0-3.
- Sastri, K. A (2000) [1935]. 《The CōĻas》. Madras: University of Madras.
- Seneviratna, Anuradha (1989). 《The Springs of Sinhala Civilization》. Navrang Booksellers & Publishers. LCCN 89906331. OCLC 21524601.
- Siriweera, W. I. (2004). 《History of Sri Lanka》. Dayawansa Jayakody & Company. ISBN 978-955-551-257-2.
- Siriweera, W. I. (1994). 《A Study of the Economic History of Pre Modern Sri Lanka》. Vikas Publishing House. ISBN 978-0-7069-7621-2.
- Wijesooriya, S. (2006). 《A Concise Sinhala Mahavamsa》. Participatory Development Forum. ISBN 978-955-9140-31-3.
- Yogasundaram, Nath (2008). 《A Comprehensive History of Sri Lanka》. Vijitha Yapa Publishers. ISBN 978-955-665-002-0.
- Spencer, George W. (May 1976). “The Politics of Plunder:The Cholas in Eleventh-Century Ceylon”. 《The Journal of Asian Studies》 35 (3): 405–419. doi:10.2307/2053272. JSTOR 2053272. S2CID 154741845.